# Rörelsen för autonomi
Rörelsen för autonomi (Movimento per le Autonomie, MpA) är ett kristdemokratiskt parti i Sicilien, Italien. Partiet verkar för ekonomisk utveckling och större autonomi för Sicilien, liksom för andra regioner i södra Italien. Partiet leds av Raffaele Lombardo.

## Historik
Partiet grundades den 30 april 2005 av utbrytare från Unionen av krist- och centrumdemokrater och andra mitten- och högerpartier, främst Forza Italia, Italiens repubikanska parti (Partito Repubblicano Italiano) och Nyitalienska socialistpartiet (Nuovo Partito Socialista Italiano. I slutet av 2005 hade partiet gått med i mitten-högeralliansen House of Freedoms. 